# Petita Rússia

Fronteres d'Ucraïna autònoma segons la directiva Del Govern Provisional De Rússia 1917/08/04 (destacats en vermell).

Petita Rússia (ucraïnès: Малоросія, Malorossia; rus: Малороссия, Malorossia), Petita Rus (ucraïnès: Мала Русь, Mala Rus; rus: Малая Русь, Malaia Rus) o Rússia Menor (del : Μικρὰ Ῥωσία, Mikrà Rossia), és un nom aplicat a parts de l'actual territori d'Ucraïna, abans del segle xx, i temps de l'Imperi Rus i fins i tot abans. D'aquest terme deriven altres com "petitsrussos" o "rússia petita" aplicats a persones, idioma, cultura, etc. Durant l'època del Tsarat Rus sovint s'usava com a contrast amb la Gran Rússia (dels russos moscovites) i la Rússia Blanca (dels belarussos).
Amb l'esdevenir del temps, i la construcció de la nació ucraïnesa al llarg dels últims cent anys, el terme dins del context històric pot ser considerat com un equivalent contemporani del terme modern d'Ucraïna i els seus derivats.
El terme és arcaic en l'actualitat, essent un anacronisme el seu ús en el context modern. Pot ser considerat ofensiu per alguns ucraïnesos, encara que en context històric està àmpliament acceptat i no genera polèmica.